# Alicia Monson
Alicia Monson (Amery, Wisconsin; 13 de mayo de 1998) es una atleta estadounidense, especialista en carreras de larga distancia (5000 y 10000 metros).

## Carrera
Mientras competía para la Universidad de Wisconsin, Alicia consiguió títulos de la Big Ten, títulos All-American y un título NCAA de 5000 metros en pista cubierta en 2019. Monson corre para el equipo On Athletics Club en Boulder (Colorado).
El 26 de junio de 2021, en los ensayos olímpicos de atletismo de Estados Unidos celebrados en Eugene (Oregón), Monson quedó tercera en la carrera de 10000 metros con un tiempo de 31:18,55, lo que le permitió obtener la tercera plaza en el equipo estadounidense de esta categoría en los Juegos Olímpicos de Tokio 2020, aplazados por la pandemia de coronavirus. Tal fue el esfuerzo, que después de la ceremonia de entrega de medallas, se desplomó y empezó a vomitar y tuvo que ir al hospital por precaución, según su entrenador, Dathan Ritzenhein.
Tras conseguir la ansiada plaza, Monson quedó decimotercera en los 10000 metros de Tokio 2020, marcando un tiempo de 31:21,36 minutos. Posterior a la cita olímpica, la atleta estadounidense participaría en las citas de la Liga de Diamante, como el Meeting de París, donde fue novena en los 3000 metros, con registro de 8:40,08 minutos, así como en el Memorial Van Damme de Bruselas, siendo también novena, pero en los 5000 metros, llegando a la meta con una marca de 14:42,56 minutos.
En 2022, en el Campeonato Mundial de Atletismo en Pista Cubierta celebrado en Belgrado (Serbia) quedó séptima en los 3000 metros (tiempo de 8:46,39 min.).
El 16 de julio, en la final femenina de los 10 000 metros del Campeonato Mundial de Atletismo celebrado en Eugene (Estados Unidos), Monson terminó decimotercera, con un tiempo de 30:59,85 minutos, lo que supuso un nuevo registro personal de su marca en la disciplina.

## Resultados

### Por temporada
| Representando a Estados Unidos | Representando a Estados Unidos                    | Representando a Estados Unidos | Representando a Estados Unidos | Representando a Estados Unidos | Representando a Estados Unidos |
| ------------------------------ | ------------------------------------------------- | ------------------------------ | ------------------------------ | ------------------------------ | ------------------------------ |
| Año                            | Competición                                       | Lugar                          | Puesto                         | Modalidad                      | Marca                          |
| 2021                           | Juegos Olímpicos                                  | Tokio                          | 13.ª                           | 10 000 m                       | 31:21,36 min.                  |
| 2021                           | Liga de Diamante - Meeting de París               | París                          | 9.ª                            | 3000 m                         | 8:40,08 min.                   |
| 2021                           | Liga de Diamante - Memorial Van Damme             | Bruselas                       | 9.ª                            | 5000 m                         | 14:42,56 min.                  |
| 2022                           | Campeonato Mundial de Atletismo en Pista Cubierta | Belgrado                       | 7.ª                            | 3000 m                         | 8:46,39 min.                   |
| 2022                           | Campeonato Mundial de Atletismo                   | Eugene                         | 13.ª                           | 10 000 m                       | 30:59,85 min.                  |
| 2023                           | Campeonato Mundial de Atletismo                   | Budapest                       | 5.ª                            | 10 000 m                       | 31:32,29 min.                  |

### Mejores marcas
| Disciplina                   | Marca              | Lugar               | Fecha                 |
| ---------------------------- | ------------------ | ------------------- | --------------------- |
| 800 metros                   | 2:20:68 min.       | Mineápolis          | 13 de agosto de 2018  |
| 1500 metros (exterior)       | 4:07:09 min.       | Portland            | 3 de junio de 2021    |
| 1500 metros (pista cubierta) | 4:06:38 min.       | Nueva York          | 28 de enero de 2023   |
| 3000 metros (exterior)       | 8:26:81 min.       | Lausana             | 26 de agosto de 2022  |
| 3000 metros (pista cubierta) | 8:25:05 min. (NR)  | Nueva York          | 11 de febrero de 2023 |
| 5000 metros (exterior)       | 14:19:45 min. (NR) | Londres             | 23 de julio de 2023   |
| 5000 metros (pista cubierta) | 15:31:26 min.      | Birmingham          | 8 de marzo de 2019    |
| 10000 metros (exterior)      | 30:03,82 min. (NR) | San Juan Capistrano | 4 de marzo de 2023    |